# Stefano Rega
Stefano Rega (Villaricca, 30 dicembre 1968) è un vescovo cattolico italiano, dal 10 dicembre 2022 vescovo di San Marco Argentano-Scalea.

## Biografia
È nato a Villaricca, nell'arcidiocesi di Napoli, il 30 dicembre 1968.

### Formazione e ministero sacerdotale
Dopo la maturità scientifica, è entrato nel Seminario maggiore arcivescovile di Napoli, ha conseguito il baccellierato in teologia e poi la licenza in teologia dogmatica presso la Pontificia facoltà teologica dell'Italia meridionale.
Il 29 giugno 1993 è stato ordinato presbitero dal vescovo Lorenzo Chiarinelli e incardinato nella diocesi di Aversa dove, tra gli altri incarichi, è stato rettore del seminario diocesano di Aversa (2003-2017) e direttore dell'ufficio diocesano di pastorale vocazionale. Dal 2017 è anche parroco di San Nicola di Bari a Giugliano in Campania e da settembre 2022 vicario episcopale per la carità e la società degli uomini.

### Ministero episcopale
Il 10 dicembre 2022 papa Francesco lo ha nominato vescovo di San Marco Argentano-Scalea in sostituzione del vescovo Leonardo Bonanno, dimessosi per raggiunti limiti di età.
Ha ricevuto l'ordinazione episcopale il 18 febbraio 2023 nella cattedrale di Aversa dal vescovo Angelo Spinillo, co-consacranti l'arcivescovo-vescovo emerito di Aversa, Mario Milano, e il vescovo emerito di San Marco Argentano-Scalea, Leonardo Bonanno. Ha preso possesso canonico della diocesi il 4 marzo seguente.
Nel corso della sessione della Conferenza episcopale calabra (Cec) del 30 e 31 gennaio 2023 è stato nominato vescovo delegato della Cec per l'educazione cattolica, la scuola e l'università e per il Sovvenire.

## Genealogia episcopale
La genealogia episcopale è:
- Cardinale Scipione Rebiba
- Cardinale Giulio Antonio Santori
- Cardinale Girolamo Bernerio, O.P.
- Arcivescovo Galeazzo Sanvitale
- Cardinale Ludovico Ludovisi
- Cardinale Luigi Caetani
- Cardinale Ulderico Carpegna
- Cardinale Paluzzo Paluzzi Altieri degli Albertoni
- Papa Benedetto XIII
- Papa Benedetto XIV
- Cardinale Enrico Enriquez
- Arcivescovo Manuel Quintano Bonifaz
- Cardinale Buenaventura Córdoba Espinosa de la Cerda
- Cardinale Giuseppe Maria Doria Pamphilj
- Papa Pio VIII
- Papa Pio IX
- Cardinale Alessandro Franchi
- Cardinale Giovanni Simeoni
- Cardinale Vincenzo Vannutelli
- Cardinale Giovanni Battista Nasalli Rocca di Corneliano
- Cardinale Marcello Mimmi
- Arcivescovo Giacomo Palombella
- Cardinale Michele Giordano
- Vescovo Angelo Spinillo
- Vescovo Stefano Rega